# Angela (группа)

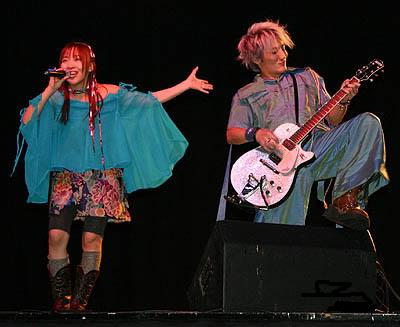
Ямасита и Хирасато выступают на американском фестивале Otakon в 2004 году

Angela (обычно пишется angela) японская поп-группа. Основные члены — Ацуко Ямасита и Кацунори Хирасато.
И Ямасита, и Хирасато родились в префектуре Окаяма, но впервые встретились в Токио, в музыкальной школе. В 1993 году была создана группа angela, и они начали выступать как уличные исполнители. В 1999 году выпустили дебютный сингл «Мemories», однако этот релиз прошёл практически незамеченным. Однако уже в 2002 году angela подписала контракт с входящим в состав King Records лейблом Starchild. Прорыв к известности произошёл, когда они написали вступительную песню, «Asu e no brilliant road» (明日へのbrilliant road), а также три разных заключительных темы для аниме Stellvia of the Universe. Их первый альбом Sora no Koe (ソラノコエ) вышел на Starchild в 2003 году. С тех пор они обеспечивали музыкальное сопровождение Fafner of the Azure и выпустили ещё четыре альбома; I/O в 2004 году, PRHYTHM в 2006 году, «best of compilation» 宝箱 — Treasure Box в 2007 году и Land Ho! в 2009 году.
В 2004 году angela играла на фестивале Otakon в американском городе Балтимор. В следующем, 2005 году, они выступали на Sakura-Con в Сиэтле, а также на Fan Expo Canada (называвшейся тогда CN Anime) в канадском Торонто.
Sora no Koe был выпущен в США на лейбле Geneon под названием Voice of the Sky в январе 2005 г. Их второй альбом, I/O, вышел на Geneon в США в августе 2005 г. Следующий альбом, PRHYTHM, вышел на Geneon в США в ноябре 2006 г.
В 2005 году они написали заключительную тему для аниме Jinki:Extend, в 2006 году — заключительную тему для токусацу Lion-Maru G, в 2007 году — вступительную песню к аниме Heroic Age, в 2008 году — вступительную и заключительную темы для Shikabane Hime:Aka, в 2009 году — заключительную тему для аниме Shikabane Hime:Kuro, вступительную и заключительную темы для аниме Asura Cryin' и, впоследствии, для Asura Cryin' 2, а в 2010 году — вступительную тему для аниме Soukyuu no Fafner: Heaven & Earth и заключительную — для аниме Seitokai Yakuindomo, также в 2012 году — вступительную тему для аниме K Project, в 2013 году — вступительную и заключительную темы для аниме Coppelion, в 2017 — вступительную тему для аниме Aho Girl, а в 2020 году - вступительную тему для аниме My Next Life as a Villainess.

## Члены

### Основные
- Ацуко Ямасита (山下 敦子, псевдоним atsuko; род. 23 января 1975 года) — вокалистка, автор песен.
- Кацунори Хирасато (平里 勝敬, псевдоним KATSU; род. 12 июня 1974 года) — гитарист, клавишник, аранжировщик.

### Сессионные музыканты
- Ясухиро Кодзима (小島 億洋, псевдоним Jinbo-chan) — барабаны.
- Юки Сомэкава (染川 裕紀, псевдоним Yuuki) — бас-гитара.
- Канако Ямагути (山口 佳名子, псевдоним kanaco) — скрипка.
- Хадзуки (葉月 Hazuki) — тромбон.
- Манами (愛美 Manami) — труба.
- Нао (ナオ Nao) — саксофон.